# Clearwater River (Athabasca River)
Der Clearwater River (englisch clear water für „klares Wasser“) ist ein rechter Nebenfluss des Athabasca River in den kanadischen Provinzen Alberta und Saskatchewan. Der Fluss ist wegen seiner Geschichte ein Canadian Heritage River.

## Flusslauf
Der 295 km lange Fluss entspringt auf 460 m im Broach Lake auf dem Kanadischen Schild. Danach fließt der Fluss über mehrere kleinere Wasserfälle, Stromschnellen und eine Schlucht in die Interior Plains, wo er zwischen Sandbänken und kleineren Inseln mäandriert. Noch weiter unten wird das Tal wieder von steilen Kalksteinflanken begrenzt. Auch eine Dolomitschlucht findet sich auf dem Weg des Flusses. Nach 108 km Flusslauf in Alberta mündet der Fluss, der im Unterlauf auch The Chant genannt wird, bei Fort McMurray auf ca. 310 m Höhe in den Athabasca River.

## Nebenflüsse
- Mirror River (links, Saskatchewan)
- Virgin River (links, Saskatchewan)
- Descharme River (rechts, Saskatchewan)
- McLean River (links, Saskatchewan)
- Christina River (links, Alberta)

## Schutz
Da der Clearwater River ein Fluss in unberührter Natur ist, gibt es in Saskatchewan den 2240 km² großen Clearwater River Provincial Park. Den Status als Canadian Heritage River bekam der Fluss in Saskatchewan 1986 und in Alberta 2004.

## Geschichte
Vor der Ankunft der Europäer lebten in dem Gebiet des Flusses die Indianerstämme Chipewyan, Cree und Danezaa seit 5000 Jahren, was die Felsmalereien bewiesen.
Während der Entdeckung der Europäer und dem Pelzhandel im 18. Jahrhundert erlangte der Unterlauf als Handelsroute zwischen dem Distrikt Athabasca im Westen und der Hudson Bay im Osten Bedeutung. Jedoch blieb der Oberlauf – bedingt durch den Kanadischen Schild als Barriere – davon unberührt. Der Entdecker Peter Pond war der Erste, der die Methye Portage zwischen dem Lac La Loche und dem Oberlauf des Flusses auf dem Weg zwischen Athabasca und Churchill nutzte. Dieses Verbindung war für nahezu vierzig Jahre die einzige für den regionalen Pelzhandel.